# Liste des maires de Castellane
Cet article dresse une liste par ordre de mandat des maires de Castellane.

## Liste des maires

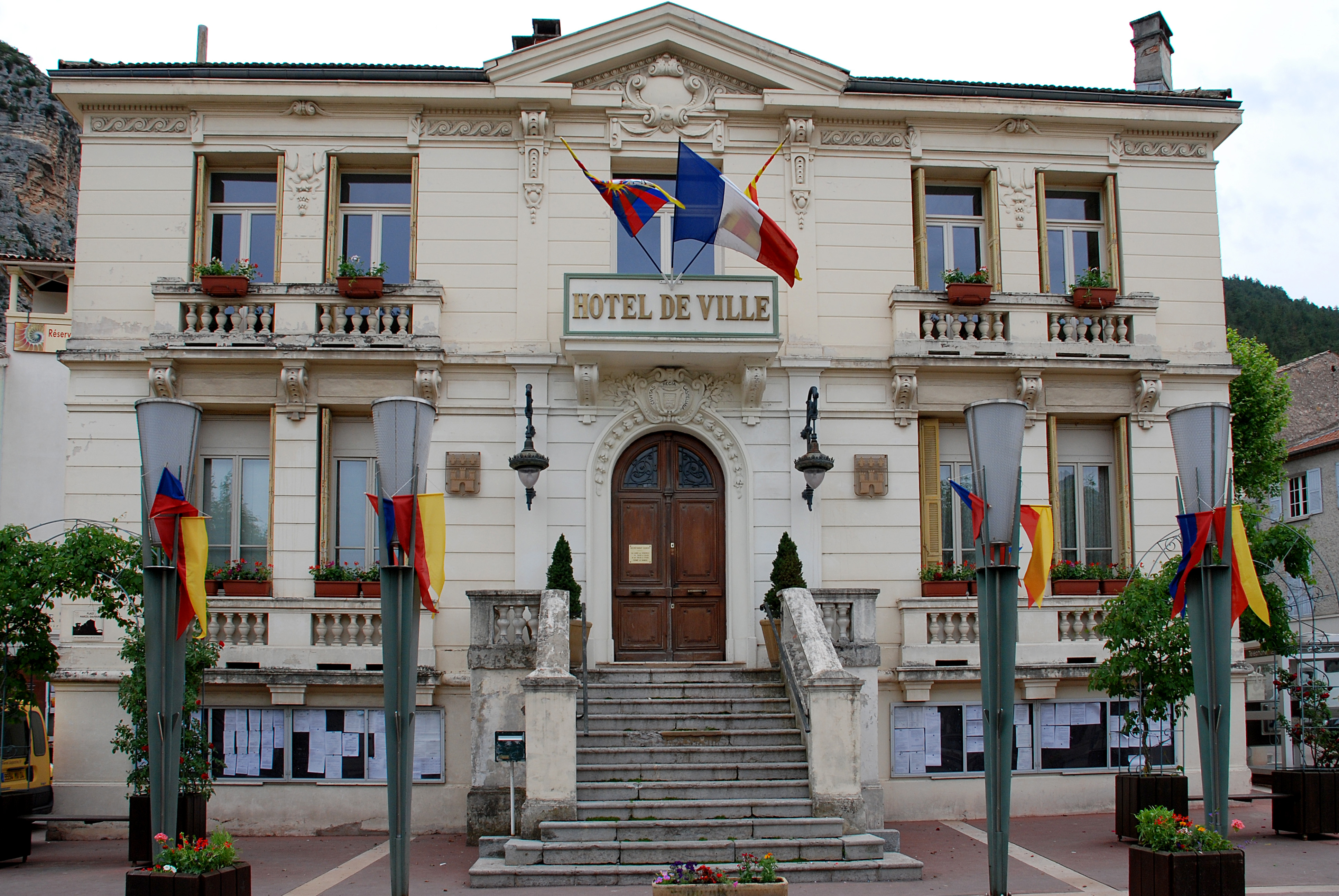
L'hôtel de ville de Castellane.

| Période                                  | Période         | Identité                            | Étiquette | Qualité |
| ---------------------------------------- | --------------- | ----------------------------------- | --------- | --- |
| Les données manquantes sont à compléter. |                 |                                     |           | |
| 15 février 1790                          |                 | Balthazar Lieutaud                  |           | Avocat au parlement d'Aix Premier maire de la commune |
| Les données manquantes sont à compléter. |                 |                                     |           | |
| 1792                                     |                 | Antoine Alphand                     |           | Président de société patriotique |
| Les données manquantes sont à compléter. |                 |                                     |           | |
|                                          |                 | Henri Féraud fils                   |           | Conseiller général de Castellane (1836-1840) |
| Les données manquantes sont à compléter. |                 |                                     |           | |
|                                          |                 | Antoine Paul de Sausses (1786-1842) |           | Conseiller général de Castellane (1840-1842) |
| Les données manquantes sont à compléter. |                 |                                     |           | |
|                                          |                 | Roch Viton                          |           | Conseiller général de Castellane (1886-1892) |
| Les données manquantes sont à compléter. |                 |                                     |           | |
|                                          |                 | Lucien Faissolle                    |           | Conseiller général de Castellane (1892-1893) |
| Les données manquantes sont à compléter. |                 |                                     |           | |
|                                          |                 | Toussaint Laugier                   |           | Conseiller général de Castellane (1943-1945) |
| Les données manquantes sont à compléter. |                 |                                     |           | |
| années 1940                              |                 | Louis Dauthier                      |           | |
| Les données manquantes sont à compléter. |                 |                                     |           | |
| mai 1945                                 |                 | Félix Broussard                     |           | |
| Les données manquantes sont à compléter. |                 |                                     |           | |
| 1971                                     | 1989            | Maurice Boniface                    | App. UDF  | Conseiller général de Castellane (1979-1992) Président du conseil général des Alpes-de-Haute-Provence (1988-1992) |
| 1989                                     | 2008            | Michel Carle                        | DVD       | Conseiller général de Castellane (1992-1998) |
| 2008                                     | 12 octobre 2012 | Gilbert Sauvan                      | PS        | Fonctionnaire Conseiller municipal Maire de Peyroules (1983-2008) Conseiller général de Castellane (1998-2015) Conseiller départemental de Castellane (2015-2017) Président du conseil général des Alpes-de-Haute-Provence (2012-2015) Président du conseil départemental des Alpes-de-Haute-Provence (2015-2017) Député (2012-2017) |
| 12 octobre 2012                          | 23 mai 2020     | Jean-Pierre Terrien,                | DVG,      | Professeur des écoles 4e adjoint au maire (2001-2008) 1er adjoint au maire (2008-2012) 1er vice-président de la CC du Moyen Verdon |
| 23 mai 2020                              | En cours        | Bernard Liperini                    | DVD       | |